# ヒロシドッグプレス
ヒロシドッグプレスは、文化放送の制作で毎週火曜日21時に放送されていたラジオ番組。2007年3月27日放送終了。

## パーソナリティー
- ヒロシ

## 概要
- 番組のコンセプトは聴くだけでモテるラジオ。
- 意外と女性のリスナーも聞いていたことが最終回で発覚。

## コーナー
- 思い出供養の部屋
- もこみちならどうする？。→押尾さんならどうする？。
- ヒロシ一週間
- モテマニュアルを開け！

## 備考
- 番組最終回は最終回直前の一回で予告したとおり生放送だった。また、その際メールテーマを設けた。
- 一度だけ関東地方のリスナーがこの番組で電話で登場した（関東では放送されない）。

## ネット局
21：00 - 21：50
- 秋田放送、福井放送、西日本放送、山口放送、北陸放送、山陽放送、山陰放送、長崎放送

21：00 - 22：00
- 和歌山放送